# Problema del apilado de bloques

Los primeros ocho bloques en la solución con bloques de igual ancho al problema de apilado de bloques. Se indica solapamiento en cada caso

En estática, el problema de apilado de bloques (a veces conocido como La torre inclinada de Lira, también problema del apilado (o apilamiento) de libros u otras formas similares) es un desafío mental relacionado con el apilamiento de bloques en el borde de una mesa.

## Declaración
El problema se expresa:
Disponga N bloques rectangulares rígidos idénticos en un una pila estable en el borde de una mesa de tal forma que maximice la distancia que sobresale.

Paterson et al. (2007) provee una larga lista de referencias a este problema que incluyen hasta libros de texto mecánica del siglo XIX.

## Variantes

### Ancho fijo
En este caso todos los bloques de la pila tienen el mismo ancho para todo nivel. En el caso ideal de bloques perfectamente rectangulares la solución para bloques de idéntico ancho la solución está dada por
{\displaystyle \sum _{i=1}^{N}{\frac {1}{2i}}}
veces el ancho de un bloque. Esta es una serie armónica divergente, un medio de la serie suma parcial. Dado que la serie es divergente, el maximal de la medida que puede sobresalir tiende a infinito a medida que {\displaystyle N} aumenta, lo que implica que es posible sobresalir una distancia arbitraria, con la cantidad de bloques suficientes.
| N  | Saliente máximo | Saliente máximo | Saliente máximo | Saliente máximo |
| N  | Fracción        | Fracción        | Decimal         | Tamaño relativo |
| -- | --------------- | --------------- | --------------- | --------------- |
| 1  | 1               | /2              | 0.5             | 0.5             |
| 2  | 3               | /4              | 0.75            | 0.75            |
| 3  | 11              | /12             | ~0.91667        | 0.91667         |
| 4  | 25              | /24             | ~1.04167        | 1.04167         |
| 5  | 137             | /120            | ~1.14167        | 1.14167         |
| 6  | 49              | /40             | 1.225           | 1.225           |
| 7  | 363             | /280            | ~1.29643        | 1.29643         |
| 8  | 761             | /560            | ~1.35893        | 1.35893         |
| 9  | 7 129           | /5 040          | ~1.41448        | 1.41448         |
| 10 | 7 381           | /5 040          | ~1.46448        | 1.46448         |

| N  | Saliente máximo | Saliente máximo | Saliente máximo | Saliente máximo |
| N  | Fracción        | Fracción        | Decimal         | Tamaño relativo |
| -- | --------------- | --------------- | --------------- | --------------- |
| 11 | 83 711          | /55 440         | ~1.50994        | 1.50994         |
| 12 | 86 021          | /55 440         | ~1.55161        | 1.55161         |
| 13 | 1 145 993       | /720 720        | ~1.59007        | 1.59007         |
| 14 | 1 171 733       | /720 720        | ~1.62578        | 1.62578         |
| 15 | 1 195 757       | /720 720        | ~1.65911        | 1.65911         |
| 16 | 2 436 559       | /1 441 440      | ~1.69036        | 1.69036         |
| 17 | 42 142 223      | /24 504 480     | ~1.71978        | 1.71978         |
| 18 | 14 274 301      | /8 168 160      | ~1.74755        | 1.74755         |
| 19 | 275 295 799     | /155 195 040    | ~1.77387        | 1.77387         |
| 20 | 55 835 135      | /31 039 008     | ~1.79887        | 1.79887         |

| N  | Saliente máximo   | Saliente máximo    | Saliente máximo | Saliente máximo |
| N  | Fracción          | Fracción           | Decimal         | Tamaño relativo |
| -- | ----------------- | ------------------ | --------------- | --------------- |
| 21 | 18 858 053        | /10 346 336        | ~1.82268        | 1.82268         |
| 22 | 19 093 197        | /10 346 336        | ~1.84541        | 1.84541         |
| 23 | 444 316 699       | /237 965 728       | ~1.86715        | 1.86715         |
| 24 | 1 347 822 955     | /713 897 184       | ~1.88798        | 1.88798         |
| 25 | 34 052 522 467    | /17 847 429 600    | ~1.90798        | 1.90798         |
| 26 | 34 395 742 267    | /17 847 429 600    | ~1.92721        | 1.92721         |
| 27 | 312 536 252 003   | /160 626 866 400   | ~1.94573        | 1.94573         |
| 28 | 315 404 588 903   | /160 626 866 400   | ~1.96359        | 1.96359         |
| 29 | 9 227 046 511 387 | /4 658 179 125 600 | ~1.98083        | 1.98083         |
| 30 | 9 304 682 830 147 | /4 658 179 125 600 | ~1.99749        | 1.99749         |

El número de bloques necesario para alcanzar un saliente de al menos {\displaystyle N} veces la longitud del bloque es 4, 31, 227, 1674, 12367, 91380, ... (sucesión A014537 en OEIS).

### Ancho variable

Comparación de las soluciones de ancho fijo (arriba) con ancho variable (abajo) al problema del apilado de bloques utilizando tres bloques

El apilado con ancho variable con contrapeso puede permitir un mayor saliente que en una pila de ancho fijo. Así, con tres bloques se puede sobresalir más de un ancho utilizando dos bloques como contrapeso, mientras que para el caso simple con ancho fijo es idealmente como máximo 11/12. Como se muestra en Paterson et al. (2007), asintóticamente el valor máximo del saliente en el caso de ancho variable es proporcional a la raíz cúbica del número de bloques, frente al caso de ancho fijo en el cual es proporcional al logaritmo del número de bloques.

## Robustez
Hall (2005) trata este problema mostrando la robustez frente a situaciones no ideales los bordes de esquinas redondeados y una precisión finita de colocación de bloque, además de introducir fuerzas de fricción entre bloques adyacentes.